# Pisaster ochraceus

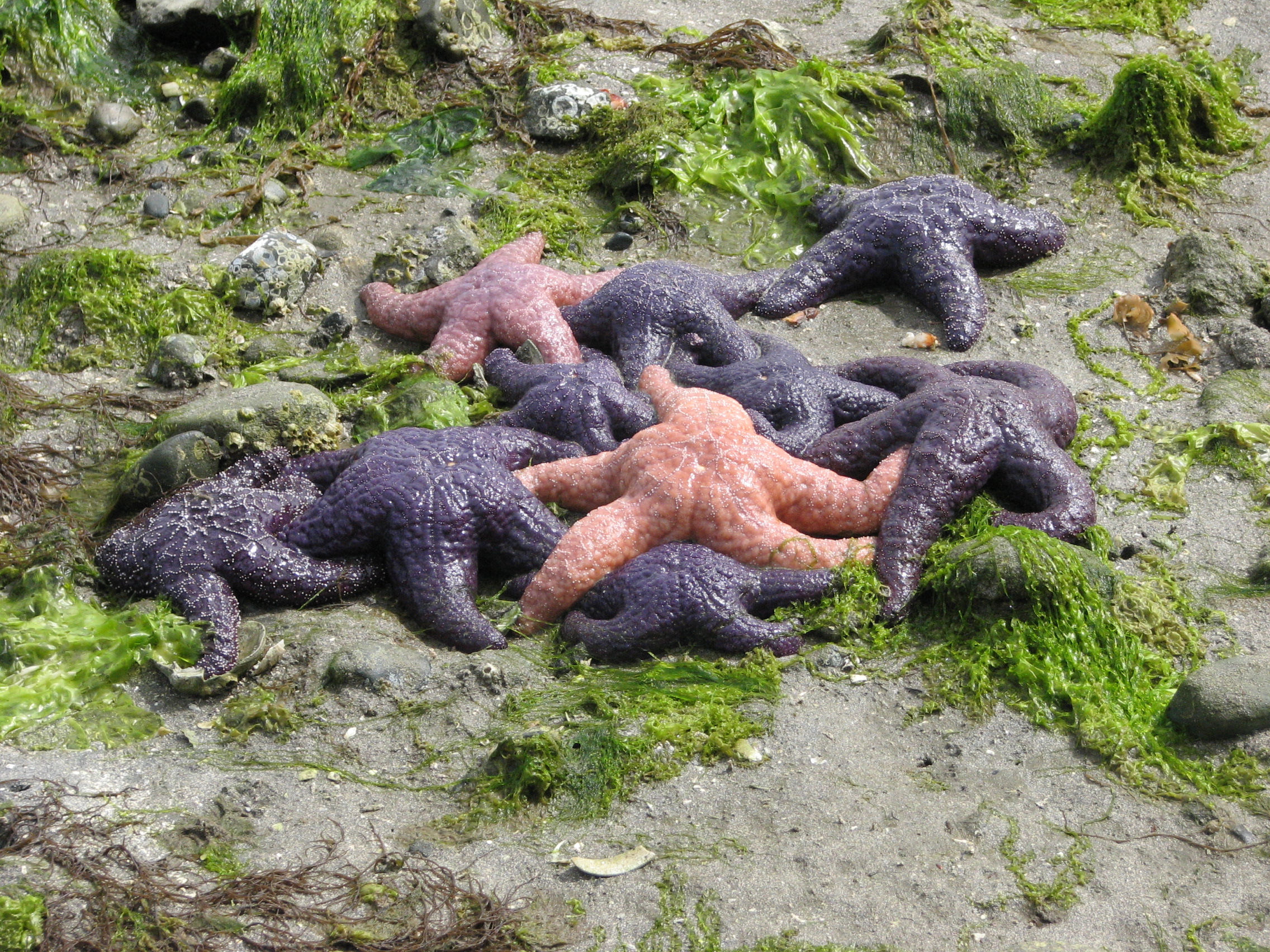
Bầy sao biển, đảo Salt Spring, British Columbia

Pisaster ochraceus hay Sao biển tía là một loài sao biển được tìm thấy ở các vùng nước Thái Bình Dương. Loài này có 5 cánh dài từ 10–50 cm. Các cánh sao nằm xung quanh một đãi không được phân định rõ. Trong khi phần lớn cá thể có màu tía, chúng có thể có màu cam, màu đất son, vàng, hơi đỏ hoặc nâu. Bề mặt xa miệng chứa các gai nhỏ (xương nhỏ) được sắp xếp theo một mô hình giống mạng lưới hoặc ngũ giác trên đĩa trung tâm. Các xương nhỏ không cao hơn2 mm..